# Saint-Loup-de-Gonois
Saint-Loup-de-Gonois foi uma comuna francesa na região administrativa do Centro, no departamento Loiret. Estendia-se por uma área de 6,38 km². Em 2010 a comuna tinha 111 habitantes (densidade: 17,4 hab./km²).
Em 1 de março de 2019, foi incorporada à comuna de La Selle-sur-le-Bied.